# Rio Canoas (vattendrag i Brasilien, Santa Catarina, lat -27,60, long -51,42)
Rio Canoas är ett vattendrag i Brasilien.   Det ligger i delstaten Santa Catarina, i den södra delen av landet, 1 400 km söder om huvudstaden Brasília.
I omgivningarna runt Rio Canoas växer huvudsakligen savannskog. Runt Rio Canoas är det glesbefolkat, med 11 invånare per kvadratkilometer.